# Charles Le Moyne (attore)
Charles Le Moyne, nato Charles Jonathan Lemon (Marshall, 27 giugno 1880 – Hollywood, 13 settembre 1956), è stato un attore statunitense.

## Biografia
Figlio di Charles Lemon e Clara Martin, nacque a Marshall, nell'Illinois, il 27 giugno 1880. Il padre faceva il muratore; la famiglia si trasferì in seguito a Los Angeles dove Charles padre divenne direttore della ferrovia. Il figlio iniziò a lavorare per il cinema a metà degli anni dieci del Novecento: nella sua carriera, terminata nella seconda metà degli anni trenta, interpretò oltre settanta film, specializzandosi nel genere western. Era uno degli attori preferiti di Harry Carey (uno degli attori-feticcio di John Ford e una delle prime star del genere western). 

## Filmografia
- Vengeance of the Wilds, regia di Otto Breitkreutz (come Big Otto Breitkreutz) (1915)
- The Coquette's Awakening, regia di Frank Beal - cortometraggio (1915)
- The Boarding House Ham, regia di Thomas Persons - cortometraggio (1916)
- The Country That God Forgot, regia di Marshall Neilan (1916)
- The Crisis, regia di Colin Campbell (1916)
- The Princess of Patches, regia di Alfred E. Green (1917)
- Lost and Found, regia di Alfred E. Green (1917)
- The Lad and the Lion, regia di Alfred E. Green (1917)
- The Friendship of Beaupere, regia di Alfred E. Green - cortometraggio (1917)
- Mr. Logan, U.S.A., regia di Lynn F. Reynolds (1918)
- Treat 'Em Rough (o The Two-Gun Man), regia di Lynn Reynolds (1919)
- The Rebellious Bride, regia di Lynn Reynolds (1919)
- The Coming of the Law, regia di Arthur Rosson (1919)
- The Brute Breaker, regia di Lynn Reynolds (1919)
- L'eterno triangolo (His Divorced Wife), regia di Douglas Gerrard (1919)
- Uomini segnati (Marked Men), regia di John Ford (1919)
- The Last Straw, regia di Denison Clift e Charles Swickard (1920)
- Overland Red, regia di Lynn Reynolds (1920)
- Bullet Proof, regia di Lynn Reynolds (1920)
- Human Stuff, regia di Reeves Eason (B. Reeves Eason) (1920)
- Blue Streak McCoy, regia di B. Reeves Eason (Reeves Eason) (1920)
- Sundown Slim, regia di Val Paul (1920)
- West Is West, regia di Val Paul (1920)
- Hearts Up, regia di Val Paul (1921)
- Colorado, regia di B. Reeves Eason (1921)
- Sbaragliare la concorrenza (The Freeze-Out), regia di John Ford (1921)
- Un fracco di botte
- The Fox, regia di Robert Thornby (1921)
- Headin' West, regia di William James Craft (1922)
- Man to Man, regia di Stuart Paton (1922)
- Roughshod, regia di B. Reeves Eason (1922)
- The Kickback, regia di Val Paul (1922)
- Good Men and True, regia di Val Paul (1922)
- Canyon of the Fools, regia di Val Paul (1923)
- Brass Commandments
- Crashin' Thru, regia di Val Paul (1923)
- Desert Driven
- Ranger Bill
- Riders of the Purple Sage, regia di Lynn Reynolds (1925)
- The Lone Rider, regia di Louis King (1930)
- The Indians Are Coming
- Breed of the West
- The Apache Kid's Escape
- Red Fork Range
- The Ridin' Fool
- Heroes of the Flames, regia di Robert F. Hill (1931)
- Law of the Rio Grande
- The Montana Kid
- The Nevada Buckaroo
- The One Way Trail
- Branded Men
- Hell-Fire Austin
- La galoppata della disperazione
- Dynamite Ranch
- Come On, Tarzan
- Haunted Gold, regia di Mack V. Wright (1932)
- Sundown Rider
- Il sentiero del terrore
- Via Pony Express
- Somewhere in Sonora, regia di Mack V. Wright (1933)
- Gordon of Ghost City
- King of the Wild Horses
- Square Shooter
- Lawless Riders
- The Phantom Cowboy, regia di Robert J. Horner (1935)
- The Cowboy and the Kid
- The Phantom Rider, regia di Ray Taylor (1936)
- Ride 'Em Cowboy, regia di Leslie Selander (Lesley Selander) (1936)
- Empty Saddles
- Left-Handed Law
- Empty Holsters
- The Devil's Saddle Legion
- Black Aces
- Law for Tombstone, regia di W.B. Eason e Buck Jones (1937)
- Sudden Bill Dorn
- Outlaws of the Prairie